# Lophophanes cristatus

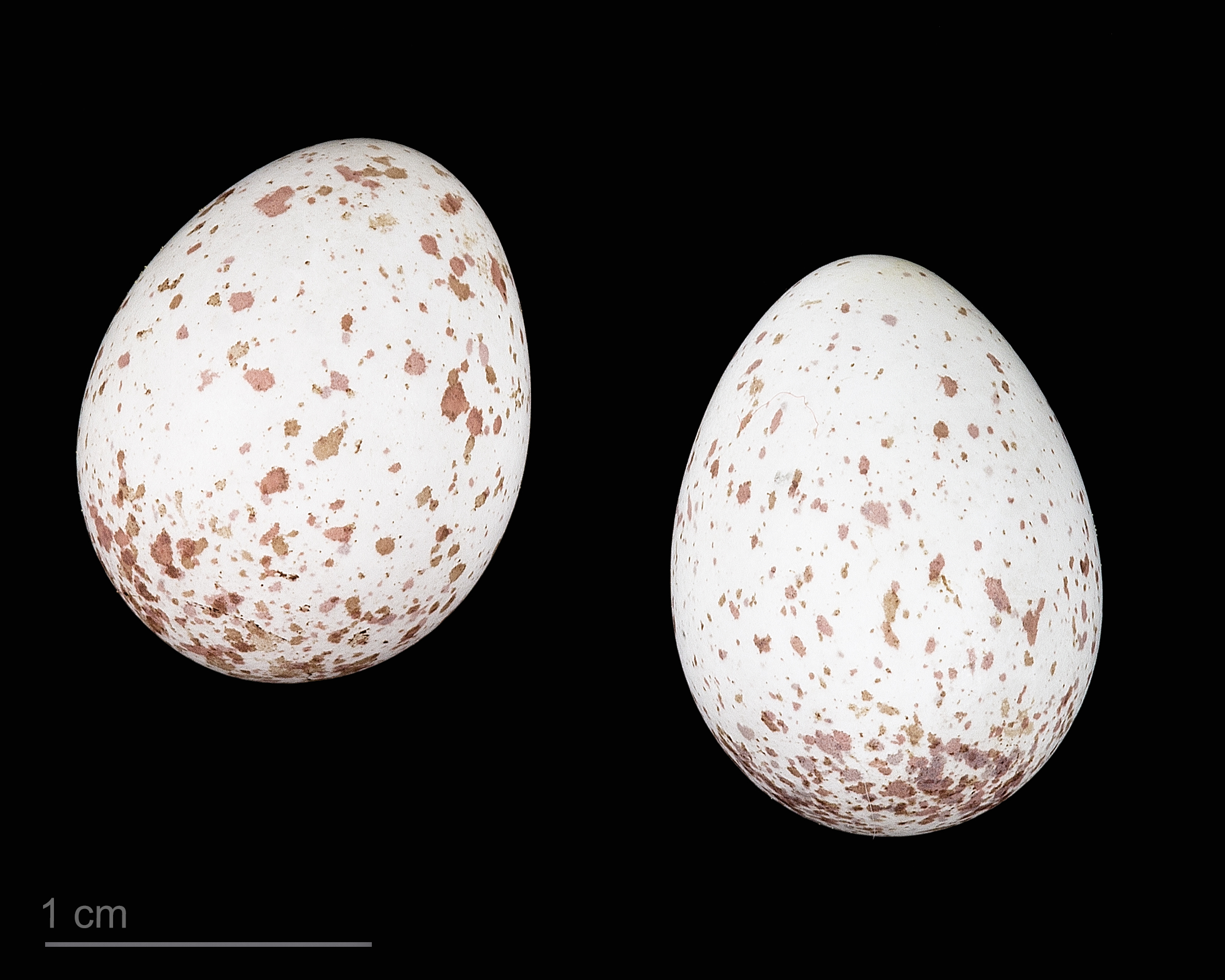
Lophophanes cristatus

Lophophanes cristatus là một loài chim trong họ Paridae.